# Lista över Frankrikes största kommuner
Det här är en lista över Frankrikes största kommuner i alfabetisk ordning. Listan avser kommuner med fler än 20 000 invånare och siffrorna efter kommunens namn avser det totala antalet invånare i kommunen. Sedan franska revolutionen har alla kommuner i Frankrike samma rättsliga status, så någon formell åtskillnad mellan städer och andra kommuner görs inte.
För kompletta listor, se Lista över Frankrikes kommuner.

## A
| - Abbeville (25 439) - Agde (20 303) - Agen (32 180) - Aix-en-Provence (137 067) - Aix-les-Bains (26 110) - Ajaccio (54 697) - Albi (49 106) - Alençon (30 379) - Alès (41 054) - Alfortville (36 392) - Amiens (139 210) - Angers (156 327) - Anglet (36 742) - Angoulême (46 324) - Annecy (52 100) - Annemasse (27 659) | - Antibes (73 383) - Antony (60 420) - Argenteuil (95 416) - Arles (51 614) - Armentières (25 979) - Arras (43 566) - Asnières-sur-Seine (76 314) - Athis-Mons (30 010) - Aubagne (43 083) - Aubervilliers (63 524) - Auch (23 501) - Aulnay-sous-Bois (80 315) - Aurillac (32 718) - Auxerre (40 292) - Avignon (88 312) |

## B
| - Bagneux (37 433) - Bagnolet (32 761) - Bastia (39 016) - Bayonne (41 778) - Beaune (22 916) - Beauvais (57 355) - Bègles (22 672) - Belfort (52 521) - Bergerac (27 201) - Besançon (122 308) - Béthune (28 522) - Béziers (71 428) - Bezons (26 480) - Biarritz (30 739) - Blagnac (20 806) - Le Blanc-Mesnil (47 079) - Blois (51 832) | - Bobigny (44 318) - Bois-Colombes (24 048) - Bondy (47 084) - Bordeaux (218 948) - Boulogne-Billancourt (107 042) - Boulogne-sur-Mer (45 508) - Bourg-en-Bresse (43 008) - Bourges (76 075) - Bourgoin-Jallieu (23 517) - Le Bouscat (22 669) - Brest (156 217) - Brétigny-sur-Orge (22 114) - Brive-la-Gaillarde (51 586) - Bron (38 058) - Bruay-la-Buissière (24 552) - Brunoy (23 937) |

## C
| - Cachan (25 327) - Caen (117 157) - Cagnes-sur-Mer (44 207) - Cahors (21 432) - Calais (78 170) - Caluire-et-Cuire (41 667) - Cambrai (34 993) - Cannes (68 214) - Le Cannet (42 492) - Carcassonne (46 216) - Carpentras (27 249) - Castres (45 413) - Cavaillon (25 058) - La Celle-Saint-Cloud (21 761) - Cenon (21 533) - Cergy (55 162) - Châlons-en-Champagne (50 338) - Chalon-sur-Saône (52 260) - Chambéry (57 592) - Champigny-sur-Marne (74 658) - Champs-sur-Marne (24 858) - Charenton-le-Pont (26 706) - Charleville-Mézières (58 092) - Chartres (42 059) - Châteauroux (52 345) - Châtellerault (35 795) - Châtenay-Malabry (30 919) - Châtillon (28 788) | - Chatou (28 889) - Chaumont (28 365) - Chelles (45 711) - Cherbourg-Octeville (44 108) - Le Chesnay (28 942) - Choisy-le-Roi (34 574) - Cholet (56 320) - La Ciotat (31 923) - Clamart (49 131) - Clermont-Ferrand (141 004) - Clichy (50 420) - Clichy-sous-Bois (28 379) - Cognac (20 126) - Colmar (67 163) - Colombes (77 184) - Colomiers (28 988) - Combs-la-Ville (21 092) - Compiègne (43 380) - Concarneau (20 021) - Conflans-Sainte-Honorine (33 948) - Corbeil-Essonnes (39 951) - Coudekerque-Branche (24 487) - Courbevoie (70 105) - La Courneuve (35 608) - Creil (31 947) - Créteil (82 630) - Le Creusot (26 758) - Croix (20 832) |

## D
- Dammarie-les-Lys (20 816)
- Dax (20 649)
- Décines-Charpieu (24 324)
- Denain (20 584)
- Deuil-la-Barre (20 292)
- Dieppe (35 694)
- Digne '
- Dijon (153 813)
- Dole (26 015)
- Douai (44 742)
- Draguignan (34 814)
- Drancy (62 624)
- Draveil (28 384)
- Dreux (32 565)
- Dunkerque (72 333)

## E
- Eaubonne (23 026)
- Échirolles (33 169)
- Élancourt (26 983)
- Épernay (27 033)
- Épinal (38 207)
- Épinay-sur-Seine (46 593)
- Ermont (27 696)
- Étampes (22 114)
- Évreux (54 076)
- Évry (50 013)

## F
- Fécamp (21 479)
- Fleury-les-Aubrais (20 875)
- Fontaine (23 586)
- Fontenay-aux-Roses (23 849)
- Fontenay-sous-Bois (51 264)
- Forbach (23 281)
- Fougères (22 819)
- Franconville (33 665)
- Fréjus (47 897)
- Fresnes (25 315)

## G
- Gagny (36 876)
- Gap (38 612)
- La Garde (25 637)
- La Garenne-Colombes (24 181)
- Garges-lès-Gonesse (40 213)
- Gennevilliers (42 733)
- Gif-sur-Yvette (21 715)
- Gonesse (24 974)
- Goussainville (27 540)
- Gradignan (22 834)
- Grande-Synthe (23 560)
- Le Grand-Quevilly (26 893)
- Grasse (44 790)
- Grenoble (156 203)
- Grigny (24 620)
- Guyancourt (25 444)

## H
- Haguenau (33 943)
- Le Havre (193 259)
- L'Haÿ-les-Roses (29 816)
- Hazebrouck (22 114)
- Hénin-Beaumont (25 610)
- Herblay (23 631)
- Hérouville-Saint-Clair (24 374)
- Houilles (30 163)
- Hyères (53 258)

## I
- Illkirch-Graffenstaden (25 183)
- Issy-les-Moulineaux (53 152)
- Istres (40 290)
- Ivry-sur-Seine (51 425)

## J
- Joué-lès-Tours (37 126)

## K
- Le Kremlin-Bicêtre (23 900)

## L
- Lambersart (28 369)
- Lanester (23 144)
- Laon (27 878)
- Laval (54 379)
- Lens (36 823)
- Levallois-Perret (54 994)
- Libourne (22 457)
- Liévin (33 943)
- Les Lilas (20 484)
- Lille (219 597)
- Limoges (137 502)
- Lisieux (24 080)
- Livry-Gargan (37 415)
- Longjumeau (20 158)
- Loos (21 447)
- Lorient (61 844)
- Lormont (21 765)
- Lunel (22 582)
- Lunéville (21 112)
- Lyon (453 187)

## M
| - Mâcon (36 068) - La Madeleine (22 696) - Maisons-Alfort (51 749) - Maisons-Laffitte (22 258) - Malakoff (29 644) - Manosque (20 309) - Le Mans (150 605) - Mantes-la-Jolie (44 031) - Marcq-en-Barœul (37 679) - Marignane (34 238) - Marseille (807 071) - Martigues (44 256) - Massy (38 209) - Maubeuge (34 051) - Meaux (50 913) - Le Mée-sur-Seine (21 325) - Melun (36 998) - Menton (29 266) - Mérignac (63 300) - Metz (127 498) - Meudon (44 372) - Meyzieu (28 238) | - Millau (22 280) - Miramas (22 997) - Mons-en-Barœul (23 135) - Montauban (54 421) - Montbéliard (28 766) - Montceau-les-Mines (21 200) - Mont-de-Marsan (32 234) - Montélimar (32 896) - Montfermeil (24 199) - Montgeron (22 102) - Montigny-le-Bretonneux (35 568) - Montigny-lès-Metz (24 420) - Montluçon (44 074) - Montmorency (20 797) - Montpellier (255 085) - Montreuil (91 146) - Montrouge (38 005) - Mont-Saint-Aignan (21 761) - Moulins (22 667) - Mulhouse (112 002) - Les Mureaux (32 100) - Muret (21 446) |

## N
- Nancy (105 830)
- Nanterre (86 219)
- Nantes (277 728)
- Narbonne (48 020)
- Neuilly-sur-Marne (32 875)
- Neuilly-sur-Seine (60 364)
- Nevers (43 082)
- Nice (345 892)
- Nîmes (137 740)
- Niort (59 346)
- Nogent-sur-Marne (28 416)
- Noisy-le-Grand (58 460)
- Noisy-le-Sec (37 460)

## O
- Olivet (20 450)
- Orange (28 889)
- Orléans (116 559)
- Orly (20 706)
- Orvault (24 218)
- Oullins (25 478)
- Oyonnax (24 636)
- Ozoir-la-Ferrière (20 817)

## P
- Palaiseau (30 158)
- Pantin (50 070)
- Paris (2 147 857)
- Pau (80 610)
- Périgueux (32 294)
- Perpignan (107 241)
- Le Perreux-sur-Marne (30 227)
- Pessac (56 851)
- Le Petit-Quevilly (22 601)
- Pierrefitte-sur-Seine (25 939)
- Plaisir (31 342)
- Le Plessis-Robinson (21 759)
- Poissy (36 101)
- Poitiers (87 012)
- Pontault-Combault (33 019)
- Pontoise (28 661)
- Puteaux (40 950)
- Le Puy-en-Velay (22 010)

## Q
- Quimper (67 127)

## R
- Rambouillet (25 424)
- Reims (191 325)
- Rennes (212 494)
- Rezé (36 455)
- Rillieux-la-Pape (28 740)
- Ris-Orangis (24 612)
- Roanne (40 121)
- Rochefort (27 544)
- La Rochelle (80 055)
- La Roche-sur-Yon (52 947)
- Rodez (26 367)
- Romainville (24 010)
- Romans-sur-Isère (33 665)
- Rosny-sous-Bois (39 499)
- Roubaix (98 039)
- Rouen (108 758)
- Rueil-Malmaison (74 671)

## S
| - Saint-Affrique (7 507) - Saint-Brieuc (48 895) - Saint-Chamond (37 919) - Saint-Cloud (28 395) - Saint-Denis (86 871) - Saint-Dié-des-Vosges (23 699) - Saint-Dizier (32 707) - Sainte-Foy-lès-Lyon (21 449) - Sainte-Geneviève-des-Bois (32 324) - Saintes (27 723) - Saint-Étienne (183 522) - Saint-Étienne-du-Rouvray (29 561) - Saint-Germain-en-Laye (40 162) - Saint-Herblain (44 822) - Saint-Laurent-du-Var (27 252) - Saint-Lô (21 585) - Saint-Louis (20 321) - Saint-Malo (52 737) - Saint-Martin-d'Hères (35 927) - Saint-Maur-des-Fossés (73 613) - Saint-Médard-en-Jalles (25 938) - Saint-Michel-sur-Orge (20 543) - Saint-Nazaire (68 616) - Saint-Ouen (40 015) - Saint-Pol-sur-Mer (23 618) - Saint-Priest (41 213) | - Saint-Quentin (61 092) - Saint-Raphaël (31 196) - Saint-Sébastien-sur-Loire (26 024) - Salon-de-Provence (38 137) - Sannois (25 887) - Sarcelles (58 241) - Sarreguemines (23 774) - Sartrouville (50 560) - Saumur (31 700) - Savigny-le-Temple (22 445) - Savigny-sur-Orge (36 612) - Schiltigheim (30 991) - Sedan (21 117) - Sens (27 952) - Sète (40 220) - Sevran (47 215) - Sèvres (22 754) - La Seyne-sur-Mer (60 968) - Six-Fours-les-Plages (33 232) - Soissons (30 672) - Sotteville-lès-Rouen (30 124) - Stains (33 076) - Strasbourg (267 051) - Sucy-en-Brie (25 030) - Suresnes (40 594) |

## T
- Talence (38 421)
- Tarbes (49 343)
- Taverny (26 092)
- La Teste-de-Buch (23 819)
- Thiais (28 502)
- Thionville (42 205)
- Thonon-les-Bains (29 952)
- Torcy (21 693)
- Toulon (166 442)
- Toulouse (398 423)
- Tourcoing (94 204)
- Tournefeuille (22 983)
- Tours (137 046)
- Trappes (28 956)
- Tremblay-en-France (34 018)
- Troyes (62 612)

## U
- Les Ulis (25 947)

## V
| - Valence (66 568) - Valenciennes (42 343) - La Valette-du-Var (21 990) - Vallauris (25 931) - Vandœuvre-lès-Nancy (32 473) - Vannes (54 773) - Vanves (25 712) - Vaulx-en-Velin (39 466) - Vélizy-Villacoublay (21 076) - Vénissieux (56 487) - Verdun (21 267) - Vernon (25 003) - Versailles (88 476) - Vertou (20 773) - Vichy (26 915) - Vienne (30 749) - Vierzon (30 743) - Vigneux-sur-Seine (25 776) | - Villefranche-sur-Saône (31 213) - Villejuif (47 613) - Villemomble (27 230) - Villenave-d'Ornon (27 846) - Villeneuve-d'Ascq (65 706) - Villeneuve-la-Garenne (22 438) - Villeneuve-Saint-Georges (28 942) - Villeneuve-sur-Lot (24 134) - Villeparisis (21 493) - Villepinte (33 902) - Villeurbanne (127 299) - Villiers-le-Bel (26 330) - Villiers-sur-Marne (26 757) - Vincennes (43 937) - Viry-Châtillon (30 529) - Vitrolles (37 087) - Vitry-sur-Seine (79 322) - Voiron (20 442) |

## W
- Wattrelos (42 984)

## Y
- Yerres (27 744)